# Pygmaeascincus
Pygmaeascincus — рід сцинкоподібних ящірок родини сцинкових (Scincidae). Представники цього роду є ендеміками Австралії.

## Види
Рід Pygmaeascincus нараховує 3 види:
- Pygmaeascincus koshlandae (Greer, 1991)
- Pygmaeascincus sadlieri (Greer, 1991)
- Pygmaeascincus timlowi (Ingram, 1977)

## Етимологія
Наукова назва роду Pygmaeascincus походить від сполучення слів лат. pygmaeus — карликовий і дав.-гр. σκιγκος — ящірка, сцинк.